# 胡洪凯
胡洪凯（1937年12月—），男，汉族，安徽绩溪人，中华人民共和国政治人物。曾任赤峰市政协副主席。第七、八、九届全国政协委员。